# Aurelio Celsino
Aurelio Celsino (in latino Aurelius Celsinus; fl. 341-351) è stato un politico romano di età imperiale.

## Biografia
Celsino era imparentato con la famiglia dei Simmaco, come attestato, tra l'altro, dal suo nomen, Aurelio; è possibile che fosse il figlio di Aurelio Valerio Tulliano Simmaco, console nel 330, e dunque fratello di Lucio Aurelio Avianio Simmaco e zio di Quinto Aurelio Simmaco, il celebre oratore. È anche possibile che fosse imparentato con l'aristocratico Clodio Celsino Adelfio, come suggerito dal nome comune.
Fu praefectus urbi di Roma due volte: la prima volta fu dal 341 al 342, sotto l'imperatore Costante I, in onore del quale Celsino eresse una statua nel Circo Massimo (la cui base fu ritrovata in epoca moderna Circo Massimo e l'arco di Tito).
Nel 350 l'imperatore Costante morì per mano di un generale dell'usurpatore Magnenzio, il quale ricevette il sostegno dell'aristocrazia romana contro il fratello di Costante, Costanzo II, che governava sulla parte orientale dell'Impero; nel 351 Celsino fu nominato praefectus urbi per la seconda volta da Magnenzio, mantenendo la carica da marzo a maggio: fu in questo periodo che la base della statua di Costante subì gli effetti della damnatio memoriae dell'imperatore, con la cancellazione del suo nome.